# Donkey Kong (postać fikcyjna)

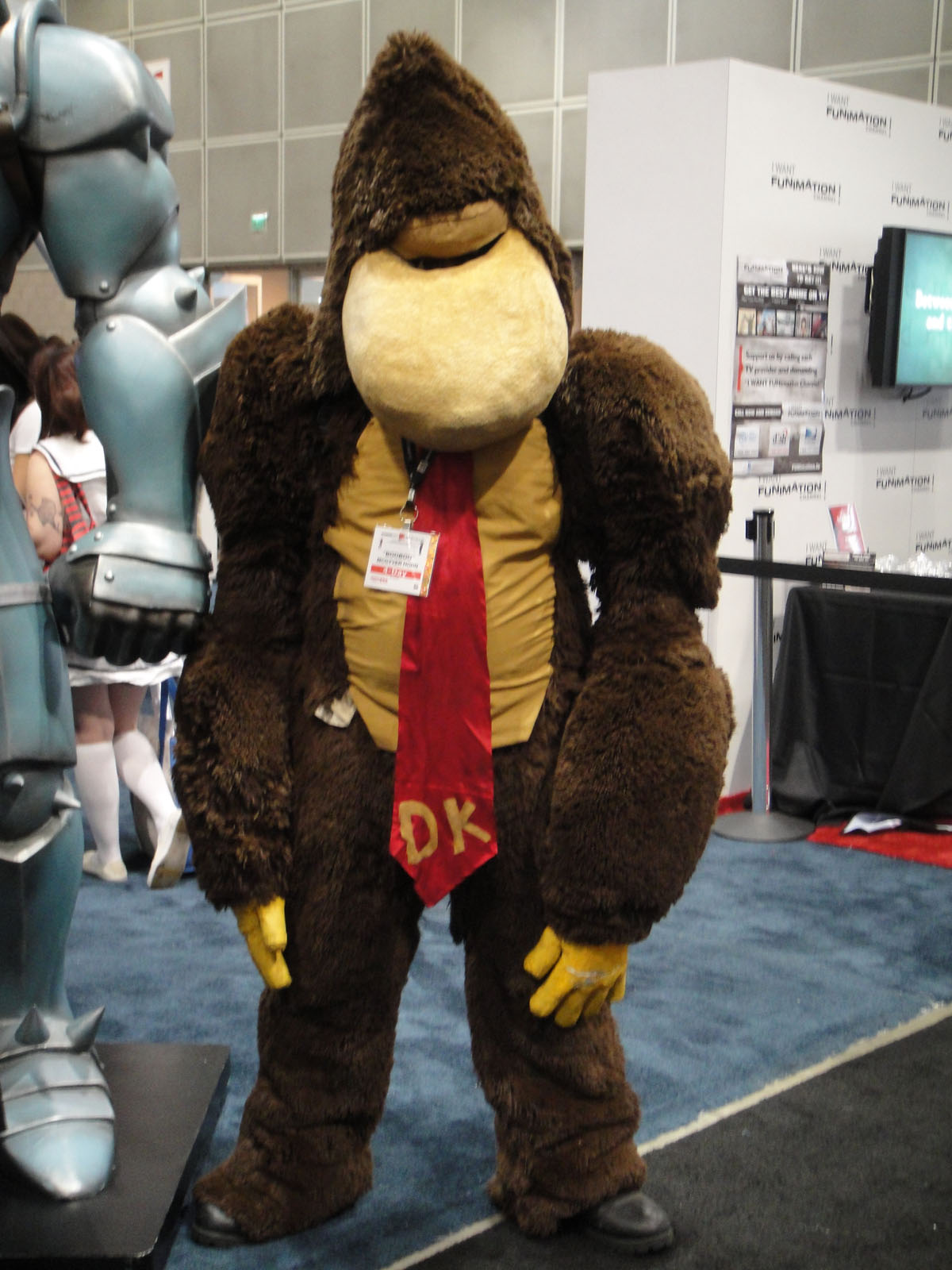
Cosplay postaci.

Donkey Kong (jap. ドンキーコング Donkī Kongu), czasami określany skrótowo jako DK – fikcyjna postać z gier komputerowych i wideo firmy Nintendo, która zadebiutowała w 1981 roku w grze Donkey Kong z 1981 roku. Jest dużym, muskularnym gorylem, ważącym 800 funtów (czyli 363 kilogramy). Od pojawienia się w 1994 roku w remake'u gry na przenośną konsolę Game Boy jest przedstawiany wraz z czerwonym krawatem z żółtymi literkami „DK”. W tym samym roku ukazał się na konsoli SNES w grze Donkey Kong Country.